# Comtat de Tyrone
El comtat de Tyrone (gaèlic Tír Eoghain) és un dels sis comtats d'Irlanda que formen part d'Irlanda del Nord. Limita amb el comtat d'Armagh, al sud-est, el comtat de Fermanagh al sud-oest, el Comtat de Derry al nord-est, el comtat de Monaghan al sud, el comtat de Donegal al nord-oest i el llac Neagh a l'est.

## Etimologia
El nom Tyrone deriva de l'irlandès Tír Eoghain (terra d'Eoghan). Aquest Eoghan era el fill del rei Niall dels Nou Ostatges, i germà de Conall Gulban, qui va donar el seu nom al regne de Tír Chonaill. Amb el temps fou anglitzant com a Tirowen o Tyrowen, més proper a la pronunciació irlandesa.

## Divisió administrativa
Els britànics l'han dividit en quatre districtes:
- Districte de Cookstown
- Districte de Dungannon i Tyrone Sud
- Districte d'Omagh
- Districte de Strabane

## Ciutats i viles
| - Omagh - Cookstown - Dungannon - Strabane - Coalisland - Castlederg - Ardboe - Carrickmore - Dromore - Fintona - Fivemiletown - Moy - Newtownstewart - Sion Mills - Altamuskin | - Altmore - Ardstraw - Artigarvan - Augher - Aughnacloy - Ballygawley - Ballymagorry - Benburb - Beragh - Brockagh - Caledon - Clogher - Clonoe | - Derryloughan - Derrytresk - Donaghmore - Donemana - Drumquin - Edenderry - Eglish - Erganagh - Eskra - Evish - Glenmornan - Gortin - Greencastle - Killyclogher - Loughmacrory - Kildress - Plumbridge | - Pomeroy - Rock - Stewartstown - Tamnamore - Tullyhogue - Victoria Bridge |